# Atla (Fluss)
Der Atla-Fluss (estnisch Atla jõgi) ist ein Fluss im Norden Estlands.
Der Atla-Fluss entspringt im 13,4 ha großen See Kadja (Kreis Rapla). Er ist ein Nebenfluss des Keila-Flusses, in den er beim Dorf Seli mündet.
Der Atla-Fluss ist 33 km lang. Sein Einzugsgebiet beträgt 124 km².